# Tomáš Pekhart
Tomáš Pekhart, född 26 maj 1989 i Sušice, Tjeckoslovakien (idag Tjeckien), är en tjeckisk fotbollsspelare som sedan februari 2020 spelar för den polska klubben Legia Warszawa och Tjeckiens fotbollslandslag.